# ماثيو كينغ
ماثيو كينغ (بالإنجليزية: Matthew King)‏ هو موسيقي وملحن بريطاني، ولد في 1967.

## وصلات خارجية
- ماثيو كينغ على موقع ميوزك برينز (الإنجليزية)